# Ярилгацька бухта
Ярилга́цька бу́хта (крим. Yarılğaç körfezi, Ярилг'ач корьфезі) — бухта Каркінітської затоки Чорного моря. Отримала свою назву за єдиним розташованим на берегах бухти селом Ярилгач (з 1947 р. Міжводне) Чорноморського району (АРК, Україна).

## Географія
Максимальна глибина — 12 м. Має переважно піщаний берег, за винятком північного узбережжя, яке переходить у Чорний мис. Довжина берегової лінії 9 км. На східній частині берегової лінії розташована Міжводненська нафтобаза, з прилеглими до неї мостом, залишками старого мосту та платформами (майже повністю демонтовані); на південний східній — прохід, що веде до Ярилгацької лагуни. На сході від озер Джарилгач та Ярилгач відділена перешийком шириною від 260 до 1400 м. На південному заході з'єднана через штучний прохід (прокопаний 1978 року) з Панським озером.

## Судноплавство
Сьогодні (стан: 2013 рік) лише південно-західна частина бухти судноплавна, де проходять судна в морський спеціалізований торговий порт Чорноморськ, розташований на Панському озері.
Раніше (до початку 1990-х року) судна ходили до Міжводненської нафтобази для вивантаження нафтопродуктів.
Для безпечного повноцінного судноплавства у бухті було встановлено низку навігаційних знаків на береговій смузі шириною до 1200 м.